# 全日本女子硬式クラブ野球選手権大会
全日本女子硬式クラブ野球選手権大会（ぜんにほんじょしこうしきクラブやきゅうせんしゅけんたいかい）は、全日本女子野球連盟の主催で、千葉県成田市及び佐倉市で行われる女子野球の大会である。2006年開始。

## 概要
かつては10月に開催し、その年の全日本女子硬式野球選手権大会（8月開催）でベスト8に入ったクラブチームに出場権が与えられ、そこへ地方予選を突破したチームを加えてトーナメントを行うという形式であった（本大会決勝進出2チームは女子野球ジャパンカップへの出場権が得られた）。
2022年度より開催時期が入れ替わり、地方予選が廃止となった。本大会へは「日本国内に於いて全日本女子野球連盟および全日本女子硬式野球クラブ連盟に所属し、中学生以上のメンバーで構成され活動するクラブチーム」（2023年度以降は「全日本女子野球連盟の公認団体として存在する7つの地域リーグ(沖縄県を除く)で活動する」という要件が追加）に出場資格が与えられ、本大会でベスト8に入ったチームに全日本選手権への出場権が与えられる形式となった。

## 開催地
※すべて千葉県内で開催。
- 市原市（第1回 - 第16回）
- 茂原市（第10回）
- 袖ケ浦市（第11回、第12回、第14回、第16回）
- 鴨川市（第13回 - 第16回）
- 成田市（第17回 - ）
- 佐倉市（第17回 - ）

## 歴代大会結果
| 回 | 開催年 | 優勝チーム                             | 結果                     | 準優勝チーム                           | 備考        |
| -- | ------ | -------------------------------------- | ------------------------ | -------------------------------------- | ----------- |
| 1  | 2006年 | 侍（埼玉）                             | -                        | BLESS（大阪）                          | 決勝リーグ  |
| 2  | 2007年 | 尚美学園大学（埼玉）                   | 2 - 0                    | 新波（埼玉）                           |             |
| 3  | 2008年 | BLESS（大阪）                          | 12 - 1                   | マドンナ松山（愛媛）                   |             |
| 4  | 2009年 | アサヒトラスト（東京）                 | 2 - 0                    | ハマンジ（埼玉）                       |             |
| 5  | 2010年 | 侍（埼玉）                             | 4 - 0                    | アサヒトラスト（東京）                 |             |
| 6  | 2011年 | アサヒトラスト（東京）                 | 7 - 0                    | 新波（埼玉）                           | 5回コールド |
| 7  | 2012年 | 新波（埼玉）                           | 3 - 2                    | オール成美（京都）                     | 延長9回     |
| 8  | 2013年 | アサヒトラスト（東京）                 | 7 - 6                    | ホーネッツ・レディース（北海道）       |             |
| 9  | 2014年 | ハマンジ（埼玉）                       | 3 - 0                    | アサヒトラスト（東京）                 |             |
| 10 | 2015年 | アサヒトラスト（東京）                 | 6 - 3                    | ハマンジ（埼玉）                       |             |
| 11 | 2016年 | アサヒトラスト（東京）                 | 6 - 2                    | MSH医療専門学校（広島）                |             |
| 12 | 2017年 | ZENKO BEAMS（埼玉）                    | 2 - 0                    | アサヒトラスト（東京）                 |             |
| 13 | 2018年 | ハナマウイ（東京）                     | 8 - 6                    | アサヒトラスト（東京）                 |             |
| 14 | 2019年 | 台風19号の影響により中止               | 台風19号の影響により中止 | 台風19号の影響により中止               |             |
| 15 | 2020年 | 埼玉西武ライオンズ・レディース（埼玉） | 2 - 1                    | エイジェック（栃木）                   |             |
| 16 | 2021年 | エイジェック（栃木）                   | 9 - 6                    | ZENKO BEAMS（埼玉）                    |             |
| 17 | 2022年 | 阪神タイガース Women（兵庫）           | 5 - 3                    | 九州ハニーズ（福岡）                   |             |
| 18 | 2023年 | 読売ジャイアンツ（東京）               | 1 - 0                    | 埼玉西武ライオンズ・レディース（埼玉） |             |
| 19 | 2024年 | 読売ジャイアンツ（東京）               | 3 - 2                    | エイジェック（栃木）                   |             |
| 20 | 2025年 | ZENKO BEAMS（埼玉）                    | 5 - 4                    | 東海NEXUS（愛知）                      |             |